# Tyniec-Wieś
Tyniec-Wieś est une localité polonaise de la gmina d'Oksa, située dans le powiat de Jędrzejów en voïvodie de Sainte-Croix.